# Keszthelyi Gazdasági Akadémia
A Keszthelyi Gazdasági Tanintézet, majd Keszthelyi Gazdasági Akadémia (később több névváltozáson ment át) egy gazdaságtudományi közép-, majd felsőfokú oktatási intézmény volt.

## Története

### A Georgikon
Keszthelyen 1797-ben jött létre Georgikon néven az első gazdasági oktatóintézet. Ez 51 éven állt fenn, 1848-ban megszűnt.

### Keszthelyi Magyar Királyi Gazdasági Tanintézet (1865–1906)
Az 1860-as évek elején a magyar gazdák közönsége körében ismét megfogalmazódott egy hasonló (állami) intézet felállítására a kívánság. Különösen az országos magyar gazdasági egyesületben sürgették ezt, és erre a célra több más hely kijelölése mellett a közvélemény abban állapodott meg, hogy a tanintézet Keszthelyen, a korábbi Georgikon színhelyén kell felállítani. Kieszközölték továbbá, hogy a budai vár kiépítésére készletben levő alap két részre legyen osztva: feléből Keszthelyen, a másik feléből pedig Debrecenben állítsanak fel gazdasági tanintézet. A budai magyar királyi helytartótanács a bécsi magyar királyi udvari kancellária vezetése mellett hozzálátott először is a keszthelyi tanintézet szervezéséhez. A megállapított terv szerint a gazdasági tanintézet kapcsolatában erdészeti osztály is létesítendő lett volna, utóbbinak berendezése azonban elmaradt, ellenben kisgazdák és cselédek képzésére földműves-iskolát állítottak fel. Megjegyzendő, hogy a tanintézet sem a Georgikon volt épületeit, sem annak volt gazdasági területét nem kapta meg, az 1848 és 1945 között a keszthelyi Festetics uradalomhoz tartozott. A rendelkezésre állított épületek szerény méretűek voltak és csakhamar elégteleneknek bizonyultak, a gazdasági terület nagyobb része pedig előnytelen alakú, főleg elhagyatott legelőtérség volt, amelyet művelés alá kellett venni. A gazdaság területére nézve a szerződés Festetics Tasziló gróf császári-királyi altábornagy mint földbirtokossal 15 évről 15 évre megújítandó bérlet lett megkötve.
A tanintézet megalapításakor országos gazdászati és erdészeti felsőbb tanintézet címet kapott, tanfolyama két éves volt, felvételi feltételül a hallgatóktól nyolc gimnáziumi vagy hat reáliskolai osztály és egy évi gazdasági gyakorlat volt kitűzve, kevesebb előkészültség mellett fölvételi vizsgálat volt teendő. A tanintézet ünnepélyes megnyitása, amelyen a király képviseletében Festetics György gróf, Zala vármegye főispánja, az országos magyar gazdasági egyesület, több vármegye küldöttsége és nagyszámú előkelő gazdaközösség jelent meg, 1865. november 1-jén zajlott le. Az igazgató Péterffy József, tanár Soós Mihály csornai premontrei gimnáziumi tanár (közreműködését szerzetes rendje ingyen ajánlotta fel), segédtanárok Tormay Béla, mint az állattenyésztési és Balás Árpád mint a növénytermelési szakok előadói voltak. A földműves-iskola tanára, és egyúttal gazdasági intéző felsőszopori Tóth Ágoston 1848-as honvédezredes volt. A fölvételre jelentkezett és beiratkozott hallgatók száma nem várt módon nagy, 59 fő volt. A következő évben a teljes tanfolyamra megjelentek száma 104 volt. 1874-ben három éves tanfolyamot nyitottak, a vele összekapcsolt földművelés-iskolát pedig eltörölték. A tandíjként a század végén 20 forint volt fizetendő. A tanintézet gazdaságának területe összesen 329 katasztrális hold volt, amelyből a kísérleti telepre 4, a kertre 8 és a szőlőre 16 katasztrális hold esett. Az intézettel munkakapcsolatban vegykísérleti, vetőmagvizsgáló és meteorológiai állomás, továbbá az intézet tanáraiból alakult Gazdasági Tanácsadó Bizottság működött.
Az Intézet 1897-ben új, Schandl János által tervezett épületbe költözött. Ebben az időben tanárai közé tartozott a fentieken kívül Csanády Gusztáv, Deininger Imre, Engelbrecht Károly, Hensch Árpád, Kerepely Károly, Lovassy Sándor, és Villási Pál. Javult a diákok oktatási színvonala, új tényezőként jelentkezett a tanulmányi kirándulások bevezetése. Az 1860-as évek végétől létező Könyvtáregylet mellett a századfordulón Zenekör és Dalegylet, illetve Athleticai Club létesült.

### Keszthelyi Gazdasági Akadémia (1906–1945)
1906-ban az intézet neve Keszthelyi Gazdasági Akadémiára, rangja középfokúról felsőfokú oktatási intézménnyé változott. 1913-ban konviktus (diákotthon) létesült, 1918-tól nőket is felvettek mezőgazdasági képzésre. Az első világháború idején (1915 és 1918 között) az oktatás szünetelt. Az 1919-es Tanácsköztársaság idején eltörölték a beiratkozási és a tandíjakat, de a Horthy-korszakban ismét a konzervatív szempontok érvényesültek. 1929-ben – az egyben tanár – Groffits Gábor tervei szerint emeletráépítéssel oldották meg a zsúfoltságot. Az 1930-as évektől anyagi nehézségek miatt kezdett korszerűtlenné válni az intézmény.  Ennek ellenére ebben az időben is neves tanárok tanítottak itt, mint Berke Péter, Csíki László, Fáber Sándor, Juhos Lajos, Keller Oszkár, Kolbai Károly, Kukuljevic József, Kuthy Sándor, Kulin Sándor, Páter Károly, Sass Gábor, Szekeres Vince, Sztankovics János, Vlkadár Endre. A tangazdaság pedig jövedelmező maradt. A második világháború alatt, 1944-ben katonai célra vették birtokba az épületeket. A háborúban a tanépület, a tanszékek és a laboratóriumok felszerelése szenvedett kárt.

### Szervezeti átalakulások (1945–2000)
1945-ben az Akadémiát főiskolává szervezték át, majd még ugyanebben az évben a budapesti székhelyű Magyar Agrártudományi Egyetem szervezeti része lett. 1949-ben megszüntették az intézményt, majd 1954-ben Keszthelyi Mezőgazdasági Akadémia néven újraindították. 1957-ben ismét egyetemi rangot kapott, a tanulmányi idő 5 évre növekedett. 1960-ban az intézményhez csatolták a Délnyugat-Dunántúli Kísérleti Intézetet. 1962-ben Keszthelyen Agrártudományi Főiskolát hoztak létre, amelyet 1970-ben Agrártudományi Egyetem, Keszthely néven egyesítettek az egyetemmel. 1962-től új épületszárnyak létesültek (elsősorban a könyvtár, a díszterem, és öt szemináriumi helység részére). 1964-ben megnyílt az új Pethe Ferenc Kollégium, később sportpálya és vízitelep létesült. Külföldi cseregyakorlatok mellett a szakmai életet mélyítette a Georgikon Kör és a Georgikon Nyári Egyetem, és a Nagyváthy János Felsőfokú Mezőgazdasági Technikum is. 1987-től a Kaposvári Mezőgazdasági Főiskolából alakult Állattenyésztési Kar is Keszthelyhez tartozott. 1990-től az intézmény neve Pannon Agrártudományi Egyetem Georgikon Mezőgazdaságtudományi Kara. A kar 2000. január 1-jén szűnt meg a felsőoktatási intézmények integrációja következményeként. Az Országgyűlés az ekkor már több, mint 200 éves intézményt a Veszprémi Egyetemhez (2006-tól Pannon Egyetem) csatolta.

## A hallgatók létszáma
Forrás:
- A Georgikonban 1797 és 1848 között: kb. 1500 fő
- A Tanintézetben 1865 és 1906 között: közel 4500 fő
- Az Akadémián, majd az Egyetemen 1906 és 1949 között: közel 6000 fő
- Az Akadémián 1954 és 1972 között: több, mint 9000 fő

## Igazgatóinak listája
- 1865–1867: Péterffy József[4]
- 1867–1874: Sporzon Pál[5]
- 1874–1884: Balás Árpád[6]
- 1884–1892: Deininger Imre[7]
- 1892–1901: Csanády Gusztáv[8]
- 1901–1917: Czakó Béla[9]
- 1917–1921: Lovassy Sándor[10]
- 1921–1932: Sztankovics János[11]
- 1932–1934: Pesthy Béla[12]
- 1940-es évek Vladár Endre

## További irodalom
- Tájékoztató a Keszthelyi Agrártudományi Főiskola kutatómunkájáról, Keszthelyi Agrártudományi Főiskola, Keszthely, 1970.